# Мне пох
«Мне пох» — песня российских певицы Клавы Коки и хип-хоп-исполнителя Моргенштерна, выпущенная 14 ноября 2019 года в качестве сингла со второго студийного альбома Клавы Коки «Неприлично о личном».

## История
10 октября 2019 года Клава Кока сделала кавер на сингл Моргенштерна «Новый мерин», после чего музыканты договорились о совместной работе.
15 ноября 2019 года вышел совместный сингл Клавы Коки и Моргенштерна.
27 декабря 2019 вышел ремикс от DJ Noiz.
15 января 2020 года вышла акустическая версия песни.
Я очень люблю акустические версии песен. Именно тогда песня звучит глубже и обнажена перед слушателем, когда акцент идёт на вокальное исполнение и текст. Так песня звучит совершенно по новому, иначе, возможно даже передает новый смысл. Наш акустический эксперимент на совместную песню с Алишером — «Мне пох» получился более романтичным, не без юмора)) Романтика бывает разной и другую ее сторону мы раскрыли в классическом варианте — Я в белом платье… А будет ли момент с поцелуем?! Лучше смотрите наше акустическое видео на YouTube!Клава Кока

## Отзывы
Данила Головкин из InterMedia назвал песню «еле заметной аранжировкой „Moonlight“ XXXTentacion».

## Музыкальное видео
3 декабря 2019 года вышел видеоклип на оригинальную песню, смонтированный Владимиром Ковалёвым.
15 января 2020 года вышел видеоклип на акустическую версию песни. В клипе демонстрируется вечеринка на роскошной яхте с танцами на вертолетной площадке.

## Чарты
| Чарт (2019)              | Высшая позиция |
| ------------------------ | -------------- |
| Россия (Apple Music)     | 1              |
| Россия (YouTube Music)   | 1              |
| Top YouTube Hits         | 1              |
| Top Radio & YouTube Hits | 11             |
| Top Radio Hits           | 308            |
| ВКонтакте                | 3              |
| Россия (Русский чарт)    | 8              |
| Россия (Deezer)          | 8              |
| Zvooq.online             | 1              |